# Saint-Mark (Dominique)
Saint-Mark est l'une des dix paroisses de la Dominique.
La population est divisée entre le chef-lieu Soufrière (1416 habitants), un petit village de pêcheurs nommé Scotts Head (721 habitants), et Galion, un village de montagne hébergeant 134 habitants.

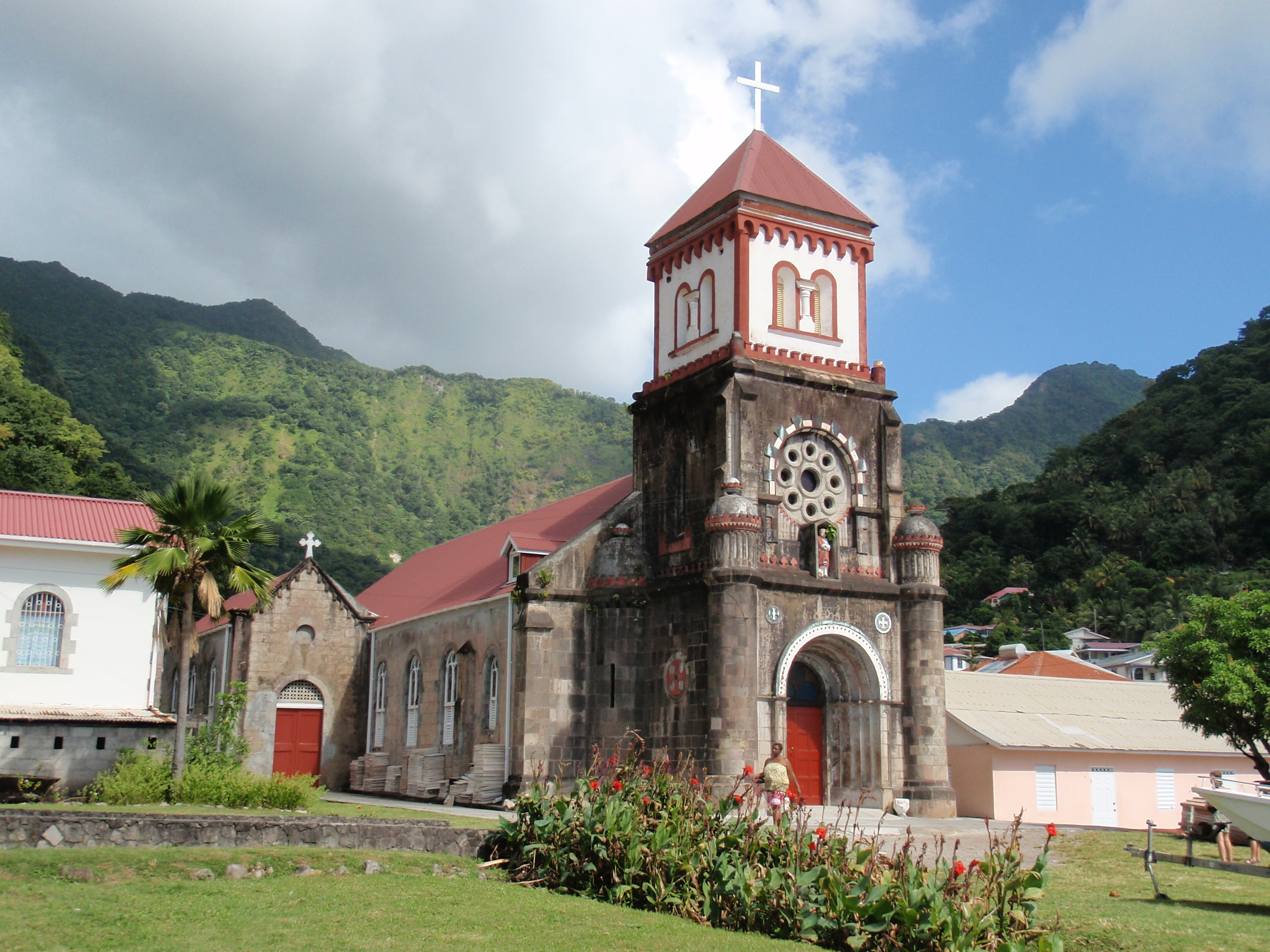
Église de la Soufrière